# キャイ〜ンのギャロンパ
『キャイ〜ンのギャロンパ』は、1997年10月5日（10月4日深夜）から2000年10月1日（9月30日深夜）まで中京テレビで放送されていたバラエティ番組である。放送時間は毎週日曜 0:25 - 1:25 （土曜深夜：日本標準時）。

## 概要
キャイ〜ンのウド鈴木と天野ひろゆきが毎回様々なバラエティ企画を遂行していた深夜番組である。彼らは一般からの参加者たちとともに東海3県各地でロケを行い、自発的にロケに参加しているわけではない一般市民たちをも巻き込みながら企画を遂行していた。総合司会は、前番組『めざせ!総・楽・天』から引き続き板谷学が務めていた。また、芸能活動を開始して間もない頃の有坂来瞳と川村ひかるも出演していた。
この番組は生放送ではなく、企画本編から出演者同士の雑談パートに至るまで全て収録で行われていた。また、その収録も屋外でのロケが基本であり、中京テレビ本社併設のスタジオ内で行われることはほとんど無かった。
最終回では、レギュラー陣がそれまでの名場面や珍場面を詰め込んだダイジェストVTRを見ながら3年間の収録内容を振り返っていた。

## 出演者

### レギュラー
- ウド鈴木（キャイ〜ン） - 天野とともに毎回様々な企画に参加。
- 天野ひろゆき（キャイ〜ン） - ウドとともに毎回様々な企画に参加。
- 板谷学（当時中京テレビアナウンサー） - 総合司会を担当。
- 有坂来瞳 - 前期の出演者。
- 川村ひかる - 後期の出演者で、有坂に替わってレギュラー入りした。

### 準レギュラー
- 本田恵美（当時中京テレビアナウンサー）
- イクラちゃん - 「男どアホー車道場」の参加者たちが乗り付けてきたカスタムカーの査定と各種解説を担当していたワイルドな男性。
- ギャロンパ倶楽部 - 地元名古屋の高校に通う女子高生10人による素人グループで、どの企画においても制服姿で出演していた。主に番組の賑やかし役を担当していたが、「デジカメフィッシング」においては彼女たちがメインを務めていた。また、彼女たちはCM入り前のアイキャッチや番組ラストのエンドカードにも持ち回りで出演していた。

## スタッフ
- 構成：島崎伸一、小林哲也、中井まろやか、山田祐香
- TD （テクニカルディレクター）：平野博之
- CAM （カメラマン）：小林明正、小寺栄二
- AUD （音声）：山内敦司
- MA （音声編集）：大橋道生
- 編集：相川和男、金山成人、遠藤和枝
- 音効：伊藤寿邦
- 照明：金筒光彦、スター
- 美術：玉屋洋美、第一舞台
- TK （タイムキーパー）：新谷友梨
- スタイリスト：有田千雪
- メイク：木下美香
- 制作協力：中京テレビ映像、中京ビデオセンター、ポッシブル
- 衣裳協力：PAZZO、MITSUMINE、Or Glory、RAG'S、株式会社タカキュー、glim D、発掘屋大須店、ELECTRIC、ZAP
- 協力：オートワークス、パラダイスロード
- デスク：尾藤真知子
- ディレクター：加納啓、平野剛、田中雄三、富田恭彦
- プロデューサー：高橋潔
- 制作著作：中京テレビ

## 主な放送内容

### バラエティ企画
番組のメイン要素。ここでは、繰り返し行われていたレギュラー企画のみを挙げる。この他にも、ウドと天野がサカエチカの通行人を使ってビンゴ勝負をする「やるじゃんビンゴ」や、全裸になったウドと天野が浴室への到達を目指して旅館内を行く「裸でGO!」などの単発企画が行われていた。
男どアホー車道場
人生の全てをクルマに投げ打ってしまった男たちが、各自自慢のカスタムカーと自身のどアホーぶり（そのクルマを購入・改造するにあたって送っていた金銭切り詰め生活や、そのクルマが現在ある形になるまでのエピソードなど）を披露していた企画。準レギュラーのイクラちゃんとギャロンパ倶楽部のメンバー7人が査定人となり、参加者たちのクルマに対して判定を下していた。司会はウド・天野・板谷・有坂の4人が担当。
カップル間違い探し
彼氏がどれだけ彼女のことを知り尽くしているのかをゲームにした企画で、毎回ウドが彼氏の対戦相手役を務めていた。見事ウドを下すと番組から10,000円が贈られたが、ウドに負けると公衆の面前で彼女の腋毛を剃るという罰ゲームが待っていた。
セクハラ鑑定
参加女性たちがこれまでに受け続けてきたセクシャルハラスメントの数々を暴露し、そのセクハラレベルの鑑定額を出してもらっていた企画。相手を訴えようにもその費用も時間も作れないから訴えないでいるけれど、せめてテレビの中で訴えたい、本当なら相手からいくら毟り取れるのかを知りたいという女性を募集していた。
超密着お見合い
見ず知らずの若い男女が非常に狭い密閉空間の中で出会ったら、互いにどのような反応を示すのかを検証していた企画。最初はスペースの中に仕切りがあるので互いの顔は分からないが、その後に突然仕切りが抜けて対面するという仕組みになっていた。これの派生企画として、街で見かけた許せない格好や行動を取っている人物に対し、希望者が同様の仕掛けの狭いスペースの中で説教をする「超密着説教部屋」なるものがあった。
デジカメフィッシング
ギャロンパ倶楽部のメンバー10人が担当していた企画で、彼女たちが持ち回りで街を行くいい男を逆ナンパして「釣ってくる」ことをコンセプトにしていた。担当者はハンディカムとデジタルカメラを持って街へと繰り出し、その一部始終を担当者自身が手持ちのハンディカムに収めながらロケを敢行。逆ナンパに成功したらその「獲物」をデジカメに収めて写真にし、司会の板谷と残りのメンバー9人が待つ中京テレビのスタジオへと持参した。スタジオパートでは、担当者が逆ナンパしてきた「獲物」に対して板谷たちが判定を下していた。
見合い湯
互いに新しい出会いを求めている見ず知らずの若い男女が水着姿になり、湯船に浸かりながら見合いをしていた企画。進行形式としては、まず男女それぞれがウドたちとこれまでの恋愛話や理想の異性像などについて語りあった後、見合い相手本人との初顔合せに移行するというのが定番だった。

### 視聴者プレゼントコーナー
いずれも番組中の空き時間を使って放送されていたコーナーで、情報の要点のみを伝える簡素なVTRとナレーションによって構成されていた。これらに関してはウドたち本編のレギュラー陣はノータッチで、彼らが告知を担当することはなかった。
イチ押し!シネパラ!!
近日公開予定の最新映画を紹介していたコーナーで、紹介映画が特にセールスポイントにしている点を毎回ピックアップしていた。また、紹介映画の無料招待券を視聴者プレゼントにしていた。
Push!押しゲ〜!!
発売されたばかりの家庭用のゲームソフトを、実際のプレイ映像を交えながら紹介していたコーナー。こちらも同様に、各回で紹介したゲームソフトを視聴者プレゼントにしていた。
Coca Cola presents ギャロンパ LIVE SELECTION
名古屋クラブクアトロなどで行われていた中京コカ・コーラ協賛のライブイベントを紹介していたコーナー。中京コカ・コーラは、この番組が放送されていた土曜深夜枠の主要スポンサーでもあった。
an presents Go! Go! ROCK '○○（○○には西暦の下2桁が入る）
豊田市の矢作緑地白浜公園で行われていた学生援護会協賛のフリーライブイベントを紹介していたコーナーで、同イベントの整理券を視聴者プレゼントにしていた。同イベントは毎年ゴールデンウィークの時期に行われていたが、本番組放送開始前の1997年度のみ8月に開催された。

## テーマ曲
- オープニングテーマ：SEX MACHINE '93 （ジェームス・ブラウン） - 2分23秒あたりでJBが言う「ワン、ツー、スリー、フォー!」の掛け声と、冒頭6秒程度の箇所のみを使用。その後に女子高生数人によるタイトルコール「ギャロンパ〜」が入った。
- エンディングテーマ：何気にブラボー（VANITY）